# Massalia (ferry)
Pour les articles homonymes, voir Massalia, Normandie (homonymie) et Normandie (navire).
Le Massalia est un ferry appartenant à La Méridionale. Construit de 1991 à 1992 aux chantiers Kværner Masa-Yards de Turku en Finlande pour Brittany Ferries, il était à l'origine baptisé Normandie et était le deuxième navire de grande dimension commandé par l'armateur breton. Mis en service en mai 1992 sur le trafic transmanche entre la France et le Royaume-Uni, il navigue sur la liaison Ouistreham - Portsmouth sans discontinuer durant 33 ans avant d'être remplacé par le Guillaume de Normandie en avril 2025. Cédé à La Méridionale, filiale du groupe CMA CGM, il est rebaptisé Massalia et inséré sur le trafic international entre la France et le Maroc à partir de juin.

## Histoire

### Origines et construction
En 1989, Brittany Ferries inaugure son premier car-ferry de grande dimension sur les liaisons reliant la France au Royaume-Uni et à l'Espagne. Avec ses 150 mètres de long et sa capacité de 2 000 passagers, le Bretagne rencontre immédiatement un très grand succès, ce qui encourage alors la compagnie bretonne à positionner un navire présentant des caractéristiques similaires sur le trafic transmanche entre Caen et Portsmouth. À cette époque, la liaison est assurée par les ferries Duc de Normandie et Reine Mathilde qui peinent à absorber la demande de plus en plus importante, et ce malgré le déploiement du Normandie Shipper de la filiale Truckline, disposant d'une meilleure capacité fret.
Contrairement au Bretagne, réalisé par les Chantiers de l'Atlantique, la commande du futur navire est passée auprès du constructeur finlandais Kværner Masa-Yards. Affichant des dimensions similaires à celles de son aîné, la nouvelle unité est toutefois légèrement plus imposante avec une longueur totale de 161 mètres. Prévu pour être exploité sur une liaison plus courte que le Bretagne, sa conception diffère quelque peu par rapport à ce dernier. En raison d'un trafic de fret plus important, son garage couvre au total une surface de quatre ponts et demi, s'étendant des ponts 2 à 6, permettant d'embarquer plus de 600 véhicules ainsi que 80 unité de fret. L'accès au garage peut se faire simultanément au moyens de deux entrées supplémentaires menant directement au garage supérieur, ce qui nécessitera quelques travaux au sein des infrastructures portuaires de Ouistreham et de Portsmouth. Les installations destinées aux passagers sont quant à elles conçues pour offrir un confort équivalent à celui du Bretagne. En raison toutefois de la brièveté de la ligne opérée, le nombre de cabines est légèrement revu à la baisse. En tout, le navire pourra accueillir plus de 2 100 passagers.
Par analogie avec le Bretagne, la future unité est baptisée Normandie. Construit à Turku, il est lancé le 5 octobre 1991. Après tout juste sept mois de finition, il est livré le 5 mai 1992 à Brittany Ferries via sa filiale Senacal.

### Service

#### Brittany Ferries (1992-2025)

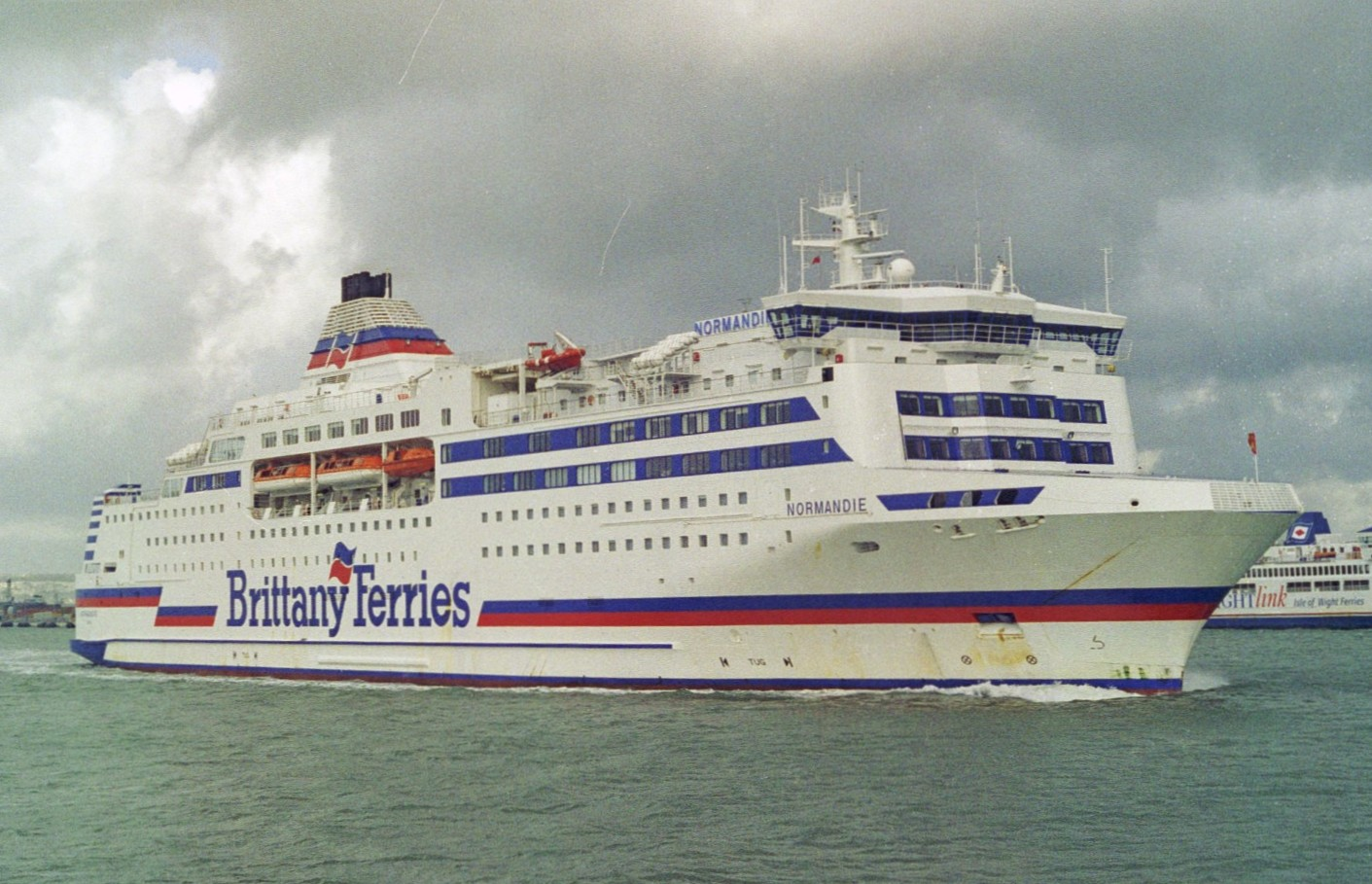
Le Normandie arborant la livrée originale de Brittany Ferries.

Baptisé le 14 mai 1992 à Rotterdam, aux Pays-Bas, le Normandie prend ensuite la direction du Royaume-Uni et accoste le 16 mai à Portsmouth. Les jours qui suivent il effectue une sortie en mer durant laquelle il est présenté au public. Le navire entame par la suite son exploitation le 18 mai entre Caen et Portsmouth.
Durant un arrêt technique effectué à Gdańsk en février 2006, le navire reçoit sur ses flancs le nouveau logo de Brittany Ferries. Malgré ce léger changement, il conserve sa livrée originale. Cette livrée connaîtra cependant une modification plus importante en 2012 avec le retrait de la bande circulaire.
Au cours de son arrêt technique réalisé du 18 octobre au 28 décembre 2014 à Santander en Espagne, le Normandie est équipé d'un système d'épurateurs de fumées, surnommés scrubbers, destiné à réduire ses émissions de soufre. L'installation du dispositif entraîne des modifications au niveau de la cheminée qui arbore à présent une forme plus rectangulaire qu'à l'origine. En plus de ces travaux, d'autres interventions, telles que la réfection des locaux passagers, sont effectuées. Le navire reprend ensuite ses traversées le 2 janvier 2015.

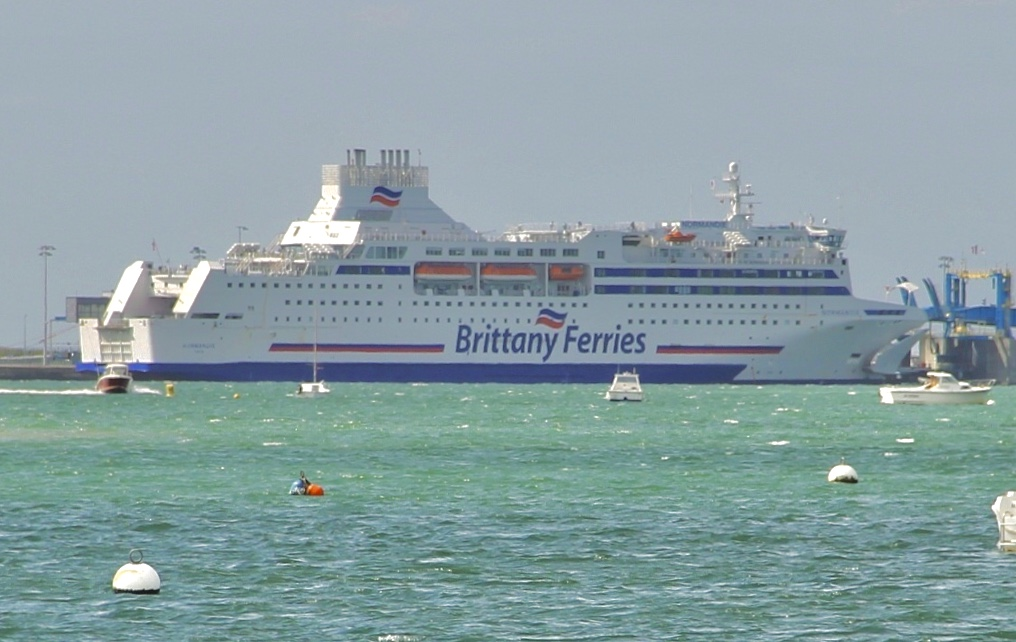
Le Normandie après l'installation des scrubbers au niveau de la cheminée.

Au cours du printemps 2015, Brittany Ferries est affectée par des mouvements sociaux menés par ses syndicats mais également par les dockers de Ouistreham qui immobilisent le Mont St Michel. En conséquence, le Normandie est contraint de dérouter ses traversées vers le port de Cherbourg entre le 6 et le 10 mai. Les dockers de ce port se mettront également en grève ce jour-là, ce qui donnera lieu à la première visite du Normandie à Roscoff le 11 mai. Dans l'impossibilité de poursuivre son exploitation convenablement, il mouille au large d'Île-de-Batz en l'attente d'une éventuelle accalmie. À l'issue du conflit, le navire reprend son service habituel le 15 mai.
Au début de l'année 2019, le Normandie est repeint avec le nouveau logo de Brittany Ferries. Sa livrée est une nouvelle fois modifiée et le navire n'arbore plus qu'une seule bande bleue bordant les sabords du pont 7. Cette même année, il était initialement prévu que le Normandie soit remplacé entre Ouistreham et Portsmouth par le nouveau Honfleur alors en construction en Allemagne. Cependant, la livraison de ce nouveau navire sera retardée à plusieurs reprises en raison des difficultés financières rencontrées par le constructeur Flensburger Shiffbau-Gesellschaft. En avril 2020, Brittany Ferries renoncera finalement à acquérir le navire et annulera la commande.
Cette même année 2020, l'exploitation du navire est temporairement interrompue à partir du mois de mars en raison des restrictions sanitaires provoquées par la pandémie de Covid-19. La situation tendant à s'améliorer au cours de l'été, le car-ferry reprend son service le 12 juillet.
Au cours de la décennie, la question du remplacement du navire va être statuée avec la commande en juillet 2021 d'un nouveau ferry de la série E-Flexer prévu pour lui succéder à l'horizon 2025. Ainsi, à la fin de l'année 2024, alors que le futur Guillaume de Normandie est sur le point d'être achevé en Chine, le Normandie est vendu à La Méridionale, filiale du groupe CMA CGM, qui envisage d'employer l'ancien transmanche à compter du mois de juin sur sa ligne internationale reliant la France et le Maroc,.
Le 17 avril 2025, pour sa dernière journée d'exploitation sous les couleurs de Brittany Ferries, le Normandie arbore le grand pavois et est accueilli lors de son arrivée matinale à Portsmouth par les bateaux-pompes. Après avoir effectué un autre aller-retour dans l'après-midi, le navire quitte pour la dernière fois le Royaume-Uni dans la soirée à 23h50. Arrivé à Caen le lendemain, il s'amarre à 6h30 au terminal de Ouistreham et termine ainsi sa dernière rotation pour le compte de Brittany Ferries. Après avoir débarqué ses derniers passagers, il cède sa place au poste à quai à son remplaçant le Guillaume de Normandie qui prend sa succession le jour même. Retiré de la flotte, le Normandie rejoint Cherbourg le 19 avril où les logos et les emblèmes de Brittany Ferries sont effacés de ses flancs et de sa cheminée.

#### La Méridionale (depuis 2025)
Pris en main par La Méridionale à Cherbourg le 25 avril 2025, le navire change de nom et devient le Massalia. Le 28 avril à 21h15, le navire appareille et quitte définitivement la Normandie et prend la direction de la Méditerranée. Après avoir longé la façade Atlantique et contourné la péninsule Ibérique pendant six jours, le ferry arrive à Marseille, son nouveau port d'attache, le 4 mai à 8h20 et entre immédiatement en cale sèche afin d'être mis aux standards de La Méridionale en vue de son affectation prochaine sur le Maroc. Au terme de près d'un mois de travaux durant lesquels il est notamment repeint aux couleurs de l'armateur marseillais, le Massalia sort de forme le 31 mai et vient s'amarrer au terminal du Cap Janet où sont effectués les derniers préparatifs,.
Censée intervenir le 2 juin, sa mise en service entre Marseille et Tanger sera cependant repoussée au 12 juin. En attendant cette date, le navire est utilisé afin d'acheminer des véhicules destinés à la location en Corse en prévision de la saison touristique. À cet effet, il rejoint Fos-sur-Mer le 6 juin où les véhicules sont chargés au sein du garage. Le Massalia appareille ensuite à destination de l'île de Beauté dans la soirée et arrive pour la première fois à Bastia le 7 juin dans la matinée. Le 12 juin, le navire quitte Marseille pour sa première traversée commerciale à destination du Maroc. Après environ deux jours de navigation, il s'amarre au port de Tanger Med le 14 juin dans l'après-midi. À la suite de sa première rotation cependant, il est constaté que sa porte-rampe arrière est inadaptée aux infrastructures du port de Tanger Med, ce qui nécessite l'immobilisation du navire pour quelques jours afin de modifier les accès au garage.

## Aménagements
Le Massalia compte 11 ponts. Les locaux des passagers occupent la totalité des ponts 7 et 8 ainsi qu'une partie des ponts 9, 6 et 5 tandis que ceux de l'équipage occupent une partie des ponts 5 et 10. Les ponts 2, 3, 4, 5 et 6 abritent quant à eux les garages.

### Locaux communs
Les installations du Massalia sont situées sur les ponts 7, 8 et 9. Parmi elles se trouvent :
- Le Derby : bar-salon situé au pont 9 arrière ;
- Le Pays d'Auge : café situé à proximité du Le Derby ;
- Riva Bella : self-service à l'avant au pont 8 ;
- Le Deauville : restaurant à l'arrière ;
- Le Kiosque : boutique situé au pont 7 ;

Le navire est également équipé de deux petites salles de cinéma sur le pont 7 ainsi qu'une salle d'arcade sur le pont 8.

### Cabines
Le Massalia dispose de 217 cabines privatives situées principalement sur les ponts 5 et 6 de part et d'autre du garage ainsi que sur le pont 7 arrière. Internes ou externes, 166 sont équipées de quatre couchettes, 36 en possèdent deux et huit sont des suites Commodore à trois places. Toutes sont pourvues de sanitaires privés comprenant douche, WC et lavabo. Le navire propose également 108 places en fauteuils répartis au sein de cinq salons situés à l'avant du pont 7.

## Caractéristiques
Le Massalia mesure 161,40 mètres de long pour 26,60 mètres de large, son tirant d'eau est de 5,65 mètres et sa jauge brute est de 27 541 UMS. Le navire peut transporter 2 123 passagers et possède un garage de 1 720 mètres linéaires de roll, soit une capacité de 648 véhicules et 84 remorques. Le garage est accessible au moyen de deux portes-rampes axiales à la proue et à la poupe ainsi que deux accès directs au garage supérieur également situés à l'avant et à l'arrière. Il possède quatre moteurs diesel Wärtsilä-Vasa 12V32E développant une capacité de 17 760 kW entraînant deux hélices à pas variable faisant filer le bâtiment à plus de 20,5 nœuds. Le Massalia est aussi doté de deux propulseurs d’étrave et d'un stabilisateur anti-roulis à deux ailerons rétractables. Il est pourvu de quatre embarcations de sauvetages fermées de grande taille, complétées par deux embarcations plus petites, une embarcation semi-rigide ainsi que de nombreux radeaux de sauvetage. Depuis 2014, le navire est équipé de scrubbers, dispositif d'épuration des fumées visant à réduire ses émissions de soufre.

## Lignes desservies
De mai 1992 à avril 2025, le Normandie assurait toute l'année la liaison transmanche entre la France et le Royaume-Uni sur la ligne Ouistreham (Caen) - Portsmouth et réalisait jusqu'à deux rotations par jour, de jour mais aussi de nuit.
Depuis juin 2025, il est positionné entre la France et le Maroc sur la ligne Marseille - Tanger Med pour le compte de La Méridionale.